# Festival di Villa Arconati
Il Festival di Villa Arconati, nato nel 1989, è un progetto culturale realizzato grazie alla collaborazione fra i comuni di Bollate, Arese, Garbagnate Milanese, la Provincia di Milano, la proprietà di Villa Arconati e i sostenitori della manifestazione.
Dall'esperienza del festival è nato il polo culturale Insieme Groane che coinvolge, oltre alle amministrazioni che hanno promosso all'inizio la manifestazione, i comuni di Lainate, Novate Milanese, Baranzate, e dal 2007 Cesate, Senago e Solaro.

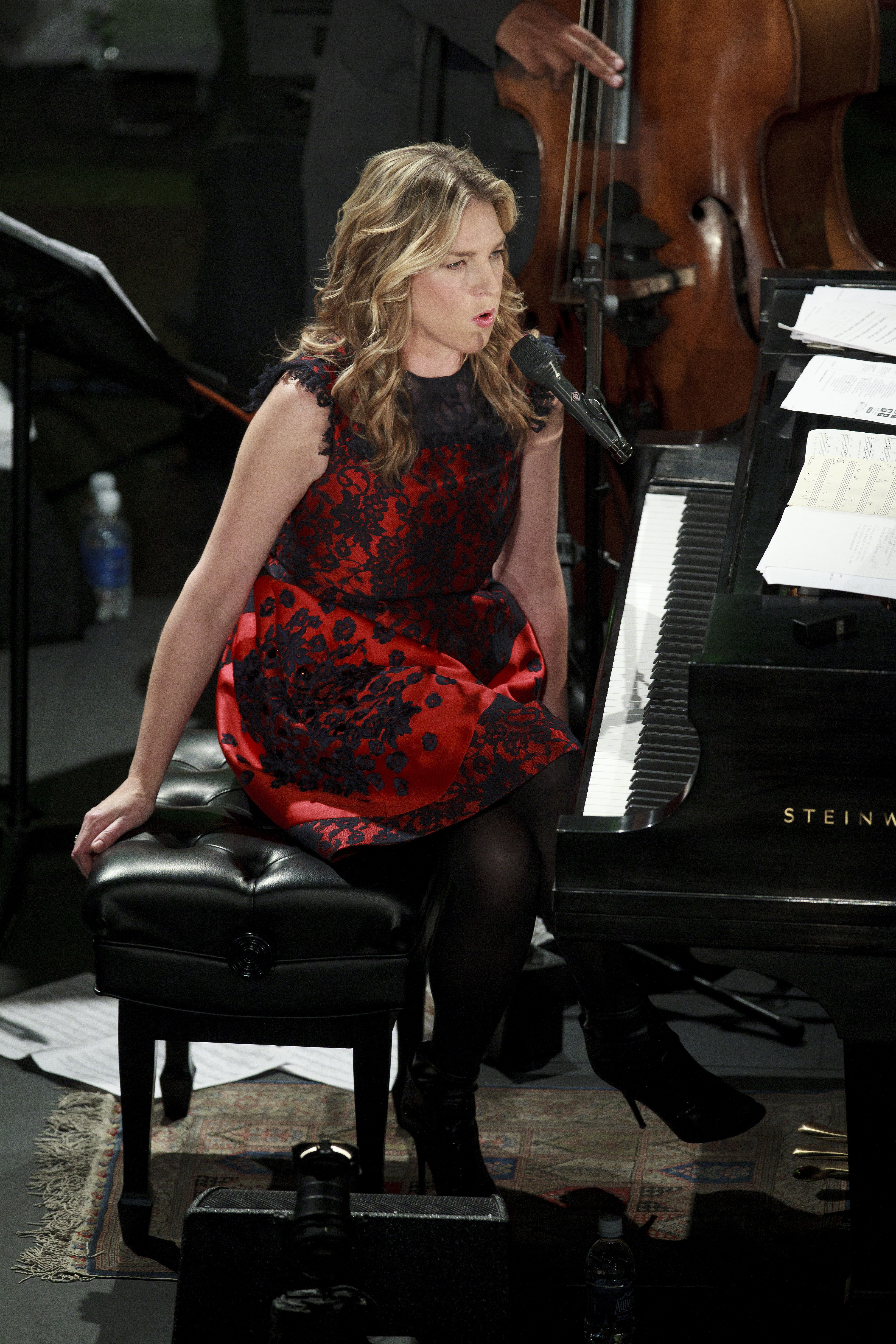
La cantante-pianista Diana Krall si è esibita al Festival nel luglio 2016

Nel corso degli anni il festival ha acquisito un carattere ed una personalità rilevanti nell'ambito della provincia di Milano, inserendosi nella rosa  dei festival musicali considerati tra i più importanti dell'estate italiana. E questo, oltre che alla qualità delle proposte artistiche, grazie anche al valore architettonico, ambientale e storico di Villa Arconati, ritenuta da Italia Nostra una delle residenze più belle  del Nord Italia.
Nelle edizioni precedenti del Festival di Villa Arconati si sono esibiti musicisti italiani come Gino Paoli, Paolo Conte, Enrico Ruggeri, Ivano Fossati, Enzo Jannacci, Francesco De Gregori, Edoardo Bennato, Fiorella Mannoia, Eugenio Finardi, Ornella Vanoni, Giorgio Gaber, Fabrizio De André, Lucio Dalla, Franco Battiato, Vinicio Capossela, Giorgia, Pino Daniele, Carmen Consoli, Elisa, Massimo Ranieri, Samuele Bersani, Marco Paolini, Elio e le Storie Tese, Riccardo Cocciante, Baustelle.
Artisti stranieri quali Dizzy Gillespie, Al Di Meola, Joe Zawinul, Herbie Hancock, Tony Williams, Manhattan Transfer, John Lurie, Joan Armatrading, Ry Cooder, Michael Nyman, Patti Smith, Ottmar Liebert, David Byrne, Dee Dee Bridgewater, João Gilberto, Goran Bregović, Khaled, Cesária Évora, Compay Segundo, Madredeus, Andreas Vollenweider, Angélique Kidjo, Marc Ribot, Rachelle Ferrell, Cousteau, Noa, Erykah Badu, Cassandra Wilson, Michael Bublé, Stewart Copeland, Kraftwerk, Craig David, Sigur Rós, Morrissey, Dulce Pontes, Robert Fripp, Pet Shop Boys.
Musicisti classici come Michele Campanella, stelle della danza come Rudol'f Nureev, Luciana Savignano, Oriella Dorella, Maximiliano Guerra, il Corpo di Ballo del Teatro alla Scala e numerosi altri artisti a testimonianza della qualità delle scelte artistiche che da sempre contraddistinguono il festival.